# 岐阜県立斐太実業高等学校朝日分校
岐阜県立斐太実業高等学校朝日分校（ぎふけんりつひだじつぎょうこうとうがっこうあさひぶんこう）は、かつて岐阜県大野郡久々野町（現・高山市）にあった公立の高等学校の分校。

## 概要
- 岐阜県立斐太実業高等学校の昼間定時制の分校であった。岐阜県立の高等学校の分校であったが、設置者は朝日村のであった[1]。
- 校舎は朝日村の朝日村立朝日小学校の隣接地に存在したが、1965年に火災のため全焼。校舎は再建されず、廃校となっていた久々野町の久々野町立渚小学校の校舎を朝日分校渚教室とし、廃校時まで使用した[2]。よって最終所在地は久々野町である[3]。

## 沿革
- 1948年（昭和23年）
  - 6月 - 大野郡朝日村に岐阜県立高山女子高等学校朝日分校として開校。昼間定時制で農業科、被服科を設置。設置者は朝日村。校舎は朝日村立朝日小学校の校舎の一部を使用。
  - 9月 - 岐阜県立高山女子高等学校と岐阜県立斐太農林高等学校を統合し、岐阜県立高山高等学校が発足。同時に岐阜県立高山高等学校朝日分校に改称する。
- 1949年（昭和24年）
  - 9月12日 - 認可を受ける。
  - 9月19日 - 開校式を行う。
- 1952年（昭和27年）
  - 3月25日 - 秋神中学校に秋神教室を設置。
  - 10月2日 - 朝日小学校の講堂を校舎とする。
- 1953年（昭和28年）6月30日 - 農業科、被服科を廃止。普通科を設置。
- 1955年（昭和30年）11月 - 独立校舎が朝日小学校の隣接地に完成。秋神教室を廃止。
- 1957年（昭和32年）4月 - 高山地区の高校再編により、岐阜県立斐太実業高等学校が開校。朝日分校は高山高等学校から斐太実業高等学校に移管され、岐阜県立斐太実業高等学校朝日分校に改称する。
- 1965年（昭和40年）11月21日 - 火災のため校舎を全焼する。
- 1966年（昭和41年）4月1日 - 久々野町の旧・渚小学校の校舎を朝日分校渚教室とし、授業を再開。
- 1971年（昭和46年）3月 - 廃校。廃校時の生徒数は44名。